# Микулич, Зоран
Зоран Микулич (хорв. Zoran Mikulić; род. 24 октября 1965, Травник) — хорватский гандболист, чемпион Олимпийских игр 1996 года. За карьеру выступал в югославских клубах Борац (Травник) и Металопластика (Шабац), а также в испанских командах.
После ухода из спорта начал тренерскую деятельность, тренировал австрийский Бернбах, а также хорватские клубы Задар, Водице и Сплит.